# 杉葉藻屬
杉叶藻属（学名：Hippuris）是車前科的一屬，分布在全球各地。
1981年的克朗奎斯特分类法将本科放到水马齿目中，1998年根据基因亲缘关系分类的APG 分类法和2003年经过修订的APG II 分类法不承认这个科，将本属合并到唇形目车前科中。而杉叶藻科（学名：Hippuridaceae）也成為車前科的異名。

## 物种
杉叶藻属包括以下物种，不同的權威機構可能會因異名而有差異：
- 杉叶藻 Hippuris vulgaris L.
- Hippuris alopecuros Bousch. ex Brouss., 1805
- Hippuris fauriei H.Lév.
- Hippuris indica Lour.
- Hippuris montana Ledeb. ex Rchb.
- 螺旋杉叶藻 Hippuris spiralis D.Yu
- 四叶杉叶藻 Hippuris tetraphylla L.fil.[4]

杂交种
- Hippuris ×lanceolata Retz. Retz.